# New Bomb Turks
New Bomb Turks är en amerikansk garagepunkgrupp bildad 1990 i Ohio av Jim Weber, Eric Davidson, Bill Randt och Matt Reber. Sam Brown övertog för Bill Randt på trummor 1999.
Från och med 2005 New Bomb Turks bromsat sin turnering och inspelning för att koncentrera sig om andra intressen. Gitarrist Jim Weber är till exempel lärare i engelska på Hilliard Davidson High School, medan Eric Davidson också är sångaren i bandet Livids sedan han bildade bandet med andra i Brooklyn i början av 2011.

## Diskografi
Album
- !!Destroy-Oh-Boy!! (1993)
- Information Highway Revisited (1994)
- Pissing Out the Poison: Singles & Other Swill... (1995)
- Scared Straight (1996)
- At Rope's End (1998)
- Nightmare Scenario (2000)
- The Big Combo (2001)
- The Night Before the Day the Earth Stood Still (2002)
- Switchblade Tongues & Butterknife Brains (2003)

EP
- Drunk On Cock (1993)
- Berühren Meiner Affe (1999)
- The Blind Run (2000)